# Canthidium laevigatum
Canthidium laevigatum là một loài bọ cánh cứng trong họ Bọ hung (Scarabaeidae).